# Pfarrkirche Großreinprechts

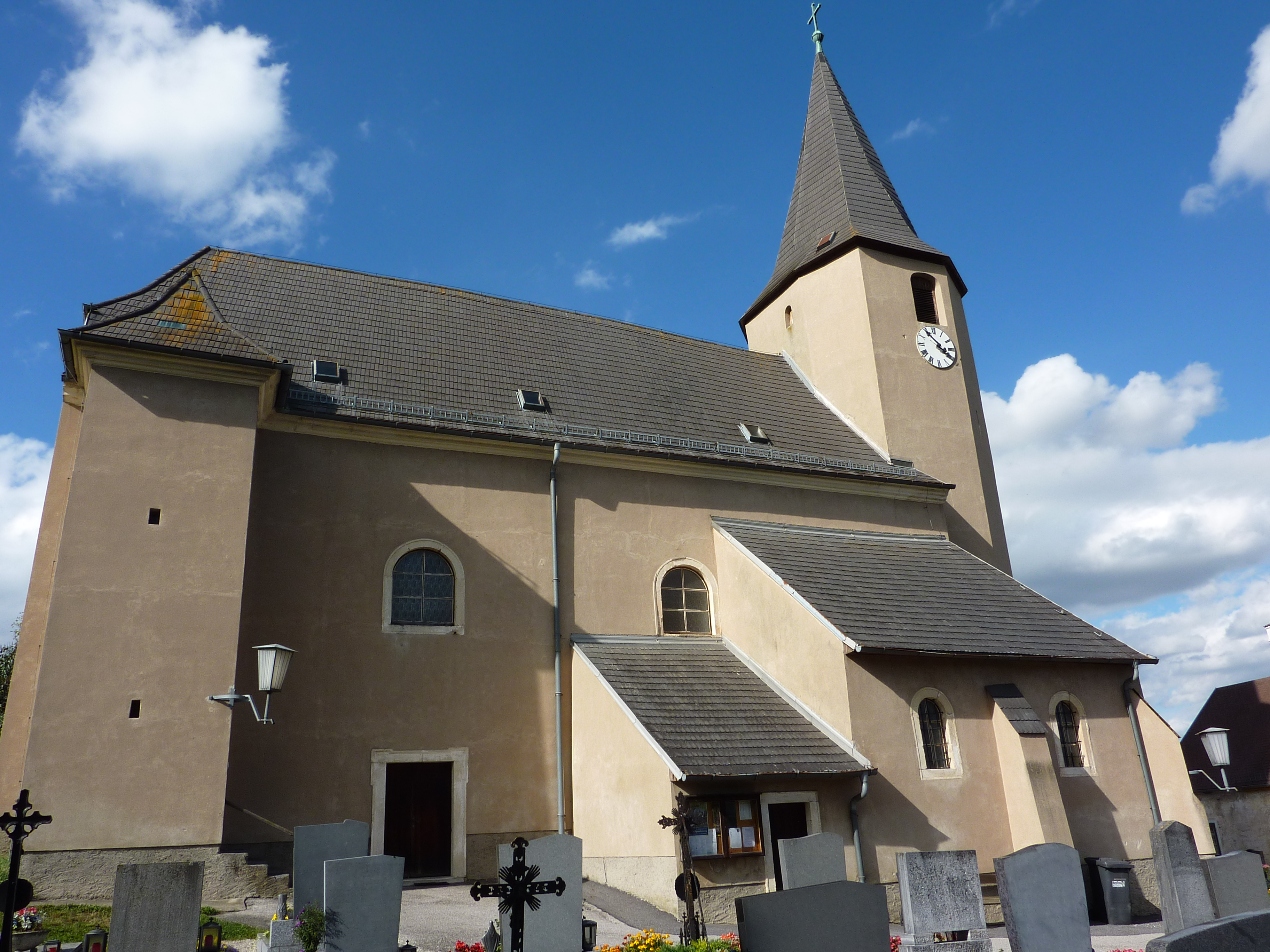
Katholische Pfarrkirche hl. Veit in Großreinprechts

Die römisch-katholische Pfarrkirche Großreinprechts steht leicht erhöht im Süden des Ortes Großreinprechts in der Marktgemeinde Lichtenau im Waldviertel im Bezirk Krems-Land in Niederösterreich. Die dem heiligen Veit geweihte Pfarrkirche gehört zum Dekanat Zwettl der Diözese St. Pölten. Die Kirche und der Friedhof stehen unter Denkmalschutz.

## Geschichte
Der im Kern romanische Kirchenbau aus dem 13. Jahrhundert wurde mehrfach baulich verändert und erweitert. Die südliche Seitenkapelle ist aus dem Ende des 17. Jahrhunderts. Die Rundbogenfenster wurden 1694 verändert und verlängert. Der im Kern romanische Turm wurde 1748 erhöht. Das Südportal des Langhauses ist aus dem späten 19. Jahrhundert.

## Architektur
Die Kirche ist von einem Friedhof umgeben. Die Fassade des Kirchenbaus zeigt sich mit einem Betonanwurf, das Langhaus hat ein Walmdach und Rundbogenfenster, die Westfront hat über einem Rundbogenfenster zwei Kreisfenster. Das Südportal des Langhauses ist rechteckig. Die hufeisenförmige Apsis hat im Osten Schlitzfenster und südlich ein Korbbogenportal mit einer Oberlichte. Über der Apsis steht ein unregelmäßiger neuneckiger Turm mit Schlitzfenstern, korbbogigen Schallfenstern, und einem Pyramidendach. Im Nordosten steht ein Turmaufgang mit gotischen Dreipassfenstern. Der Emporenaufgang ist im Südwestecke des Langhauses angebaut. Es gibt im Süden zwei Anbauten mit Pultdach, der höhere Anbau bildet eine Seitenkapelle mit Rundbogenfenstern, westlich davon niedriger steht als ehemalige Sakristei eine Vorhalle mit einem Rechteckportal mit Putzrahmung.

## Ausstattung
Der Hochaltar mit einem Wandaufbau (ehemals mit Opfergangsportalen und Altarblatt) hat über einem hohen Sockel seitlich Säulen mit Kompositkapitellen mit den Statuen Peter und Paul und mittig unter einem von Engeln getragenen Baldachin eine kleine Figurengruppe Krönung Mariens vom mit Steinvoluten eingefassten Tabernakel hierher übertragen. Im kartuschenförmigen Auszug des Hochaltars ist das Auge Gottes.
Das Weihwasserbecken ist eine halbkugelförmige Granitschale aus dem 13. Jahrhundert. Der achteckige Taufstein über einem runden Sockel aus dem 15. Jahrhundert trägt einen achteckigen klassizistischen Deckel. Der achteckige gotische Opferstock ist aus dem 15. Jahrhundert.
Die Orgel ist aus 1815. Eine Glocke nennt Johann Caspar Hofbauer 1777.